# Václav Rousek
Václav Rousek (4. října 1926 Zahájí – 25. srpna 1951 Praha) byl český vrah, který v roce 1950 ze zištných důvodů coby falešný převaděč usmrtil dva muže, za což byl v roce 1951 popraven. Jelikož byl zároveň odsouzen za velezradu, došlo později k jeho mylnému zařazení mezi oběti politických procesů 50. let.

## Biografie
Narodil se v roce 1926 do dobře situované rodiny. Jeho otec byl ředitelem obecné školy, matka v domácnosti. Jeho tři bratři vystudovali vysokou školu, on sám absolvoval pět tříd měšťanské školy po níž nastoupil na střední školu, kterou však nedokončil. Následně se přihlásil na školu rybářskou, ze které byl vyloučen pro krádež potravinových lístků, za kterou byl také odsouzen na 6 měsíců nepodmíněně. Po návratu z výkonu trestu se vyučil krejčím a toto povolání vykonával do roku 1948. Mezitím také působil jako odhadce Fondu národní obnovy, který se zabýval konfiskací majetku odsunutých Němců. V této souvislosti se často pohyboval v česko-německém pohraničí. Nejčastěji pak v okolí Vimperka, kde později spáchal dvojnásobnou vraždu. Od roku 1947 pravidelně kradl. Oběťmi jeho krádeží nebyli jen cizí lidé, ale také jeho známí a kolegové z dílen, ve kterých pracoval. Zadržen byl i poté, co se dvojici neznámých mladíků chlubil falešným průkazem partyzána a nelegálně drženou zbraní. V roce 1948 nastoupil vojenskou službu v Klášterci nad Orlicí, odkud byl v roce 1949 převelen do Českých Budějovic. Zde kradl armádní kožené podrážky, které dále rozprodával obuvníkům. Krádež byla odhalena, ale místo trestu byl pouze přidělen k jinému útvaru. Následně byl převelen ještě několikrát.

## Vraždy
V lednu 1950 byl přeřazen do Košic. Zde nejdříve vykradl byt svého přítele, kterému, mimo jiné, sebral pistoli ráže 6,35 mm, zároveň kradl i u svého útvaru, kde odcizil 70 kilogramů obuvnické kůže a dalšího materiálu. Ten rozprodával prostřednictvím překupníka, později se však rozhodl nalézt si přímého odběratele. Za tímto účelem navštívil košického obuvníka Jána Sukovského, kterému navrhl obchod s kradenou kůží, na což on přistoupil. Do jeho dílny pak docházel pravidelně. Při jedné takové návštěvě se zmínil, že pochází od Českých Budějovic. Sukovský se okamžitě začal zajímat, zda zná pohraniční pásmo na Šumavě a zda by nemohl převést jeho tovaryše Štefana Majančíka a Alexandra Kandráče do Německa. Padl návrh, že by takto zajistil přechod zhruba dvaceti osobám. Za to mu měli zaplatit sami převádění penězi a šperky. Nejprve si od dvojice vyžádal 12000 korun pro svého bratrance, který údajně žil v americké zóně na německé straně hranic a po přechodu měl zajistit doklady a vše potřebné pro přesídlení do nové země. Žádný bratranec však neexistoval, jen chtěl dvojici dovést k hranicím a tam je pod pohrůžkou zastřelení oloupit. Tento záměr však přehodnotil, jelikož nechtěl být souzen jako převaděč. Počítal s tím, že by se i po oloupení pokusili hranici překročit, byli by dopadeni a okamžitě by ho udali. Proto se rozhodl, že dvojici v lese raději zavraždí. Pistoli kvůli hluku použít nechtěl, proto požádal jiného vojína o zakoupení sekery, kterou ukryl ve své aktovce.
Přechod hranic se měl uskutečnit z Vimperka přes les zvaný Vodník do obce Freyung. Za tímto účelem si Rousek obstaral propustku od útvaru. Cesta z Košic do Vimperka proběhla 30. června 1950. S převáděnými téměř nekomunikoval, jelikož oba mluvili pouze maďarsky. Z Vimperka směrem k lesu vyrazila trojice 1. července okolo 22. hodiny. Když konečně opustili silnici a zašli do lesního podrostu, sdělil jim, že kvůli bezpečnosti převede každého zvlášť. První šel Majančík, kterého odvedl hlouběji do lesa. Nechal ho jít prvního a zatím si sekeru přendal z aktovky pod košili. Když se Majančík kvůli hluku neznámého původu sehnul, udeřil ho Rousek sekerou do temene hlavy. Poté pokračoval v útoku na krk a hrudník. Asi o hodinu později se vrátil ke Kandráčovi, kterého dovedl přibližně 150 kroků od těla první oběti a tam ho šesti ranami sekerou utloukl. Těla svlékl, část oblečení zabalil do aktovky a část smotal do uzlu. Poté zjistil, že někde v lese ztratil vojenský opasek, proto použil opasek jedné z obětí. Aktovku, oděvy a sekeru vhodil do potoka. Tam se také neúspěšně pokusil omýt šaty potřísněné od krve.
Následně se odebral na nádraží ve Vimperku. Zde potkal vojenského důstojníka, který ho upozornil na nepředpisový opasek a červené skvrny na oděvu. Rousek skvrny vysvětlil tak, že na něj z vagonu někdo hodil chléb s marmeládou, když procházel okolo stojícího vlaku. Důstojníkovi bez vyzvání ukázal svou propustku. Další dny strávil se svou ženou návštěvami příbuzných. Nakonec se vrátil k posádce do Košic, kde vyhledal Sukovského, kterému řekl, že se vše podařilo a dvojice tovaryšů už je v péči jeho bratrance.

## Vyšetřování

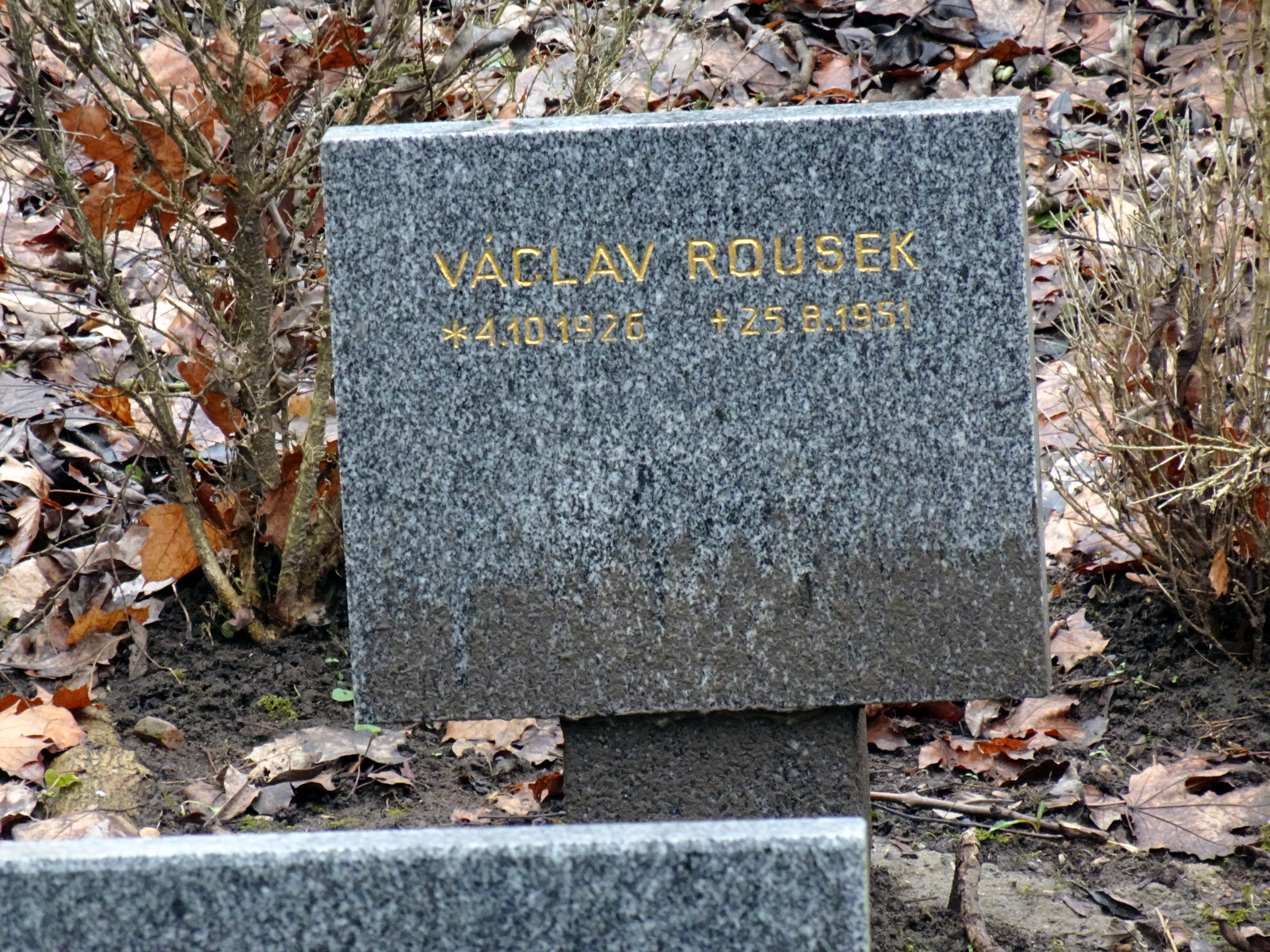
Symbolický náhrobek V. Rouska na Čestném pohřebišti v Ďáblicích

První tělo objevila náhodou dvojice žen při návratu z bohoslužby, když si u potoka všimly velkého bílého předmětu, který tam dříve nebyl. Další svědci našli druhé tělo a vojenský opasek. Po zveřejnění nálezu se přihlásila také dvojice mužů, která z potoka vylovila aktovku a balík oblečení nasáklý krví. Mysleli si, že je tam zřejmě odhodil nějaký opilec a předměty si odnesli. Na oděvech byly americké nášivky, což vzhledem k místu nálezu vedlo k domněnce, že oběťmi mohli být agenti CIC. První vyšetřovací verzí se tak stala vražda ze státně-bezpečnostních důvodů.
Vyšetřovatelé se však zajímali také o opasek, jež musel patřit československému vojákovi. Tato stopa se zdála bezvýznamná, jelikož krátce před nálezem těl probíhalo v prostoru vojenské cvičení a někdo z jeho účastníku mohl opasek na místě zapomenout. Přesto však byl rozeslán dotaz na vojenské posádky, zda někomu z vojáků opasek nechybí. To se sice nepotvrdilo, ale okamžitě zareagoval důstojník, který si vzpomněl na vojáka s civilním opaskem, kterého potkal ve Vimperku, tedy poblíž místa činu. Jméno ani další podrobnosti neznal, ale jeden ze svědků z nádraží si na stejného vojáka vzpomněl, protože za ním stál v řadě na jízdenky a věděl, že si kupoval lístek do Košic. Tam vyšetřovatelé zjistili, že v době spáchání vražd měl propustku právě Václav Rousek.
Byl zadržen 12. července a po dvou dnech ve vazbě se přiznal. Sdělil i jména obětí, která nebyla v té době stále známa. Uvedl také, že činu nelituje, protože se jednalo "pouze" o Maďary, kteří stejně o život v lidově demokratické republice nestáli. Za dvojnásobnou vraždu a velezradu byl 25. srpna 1951 popraven. Později byl právě kvůli paragrafu velezrady považován za oběť politických procesů. Jeho jméno je tak neprávem od roku 1992 uvedeno na symbolickém hrobu obětí komunismu na Ďáblickém hřbitově v Praze.

## Podobné případy
- Hubert Pilčík